# Tích lũy tư bản
Tích lũy tư bản, trong kinh tế chính trị Mác - Lênin là việc biến một bộ phận giá trị thặng dư trở lại thành tư bản, còn trong các lý luận kinh tế học khác, nó đơn giản là sự hình thành tư bản (tăng lượng vốn dưới hình thức tư bản cố định và lưu kho của chính phủ và tư nhân). Bài này đề cập đến tích lũy tư bản theo lý luận của kinh tế chính trị Mác - Lênin
Đặc trưng của tái sản xuất tư bản chủ nghĩa là tái sản xuất mở rộng. Muốn vậy, cần phát triển một bộ phận giá trị thặng dư thành tư bản phụ thêm. Việc biến giá trị thặng dư trở lại tư bản gọi là tích lũy tư bản. Như vậy, thực chất của tích luỹ tư bản là tư bản hóa giá trị thặng dư.
Nghiên cứu tích luỹ và tái sản xuất mở rộng tư bản chủ nghĩa có thể rút ra các kết luận:
- Nguồn gốc duy nhất của tư bản tích luỹ là giá trị thặng dư và tư bản tích luỹ chiếm tỷ lệ ngày càng lớn trong toàn bộ tư bản;
- Quá trình tích lũy đã làm cho quyền sở hữu trong nền kinh tế hàng hóa biến thành quyền chiếm đoạt tư bản chủ nghĩa, nhưng sự biến đổi đó không vi phạm quy luật giá trị.
- Động lực thúc đẩy tích luỹ tư bản là quy luật giá trị thặng dư và cạnh tranh.